# زومبي تسونامي
زومبي تسونامي (بالإنجليزية: Zombie Tsunami) هي لعبة زومبي، شهدت اللعبة حوالي 200 مليون تنزيل؛ تبدأ اللعبة بوجود زومبي واحد يمكن جعل اللعبة تبدأ من زومبي واحد إلى 5 زومبيات .

## مواصفات اللعبة
- هناك مكافآت في اللعبة وهي:
  - النينجا .
  - العملاق Z .
  - الصحن الطائر .
  - لاعبو كرة القدم .
  - بالون .
  - ذهب .
  - ميكا .
  - راكب Z .
- وهناك مهمات يجب تنفيذها للحصول على الكؤوس .
- ويوجد طائر يسمى بطائر الزومبي ويشترى بـ30 ألماسة وكل طائر يمتلك خصائص معينة، وبعض المواصفات الأخرى .